# Равнината
Равнина́та (болг. Равнината) — село в Смолянській області Болгарії. Входить до складу общини Рудозем.

## Населення
За даними перепису населення 2011 року у селі проживали 162 особи.
Національний склад населення села:
| Національність   | Кількість осіб | Відсоток |
| ---------------- | -------------- | -------- |
| болгари          | 149            | 94,3%    |
| турки            | 0              | 0%       |
| цигани           | 0              | 0%       |
| інша             | 9              | 5,7%     |
| не визначились   | 0              | 0%       |
| Всього відповіли | 158            |          |

Розподіл населення за віком у 2011 році:
Динаміка населення: